# 8395 Рембаут
8395 Рембаут (8395 Rembaut) — астероїд головного поясу, відкритий 9 жовтня 1993 року.
Тіссеранів параметр щодо Юпітера — 3,632.